# پارلا
پارلا (به اسپانیایی: Parla) یکی از دهستان‌های اسپانیا است که در مادرید (بخش خودمختار) واقع شده‌است.

## خصوصیات
پارلا ۲۴٫۴۳ کیلومترمربع مساحت و ۱۶۴٬۱۸۲ نفر جمعیت دارد و ۶۴۸٫۵ متر بالاتر از سطح دریا واقع شده‌است.

## خواهرخوانده
شهر فونچال خواهرخواندهٔ پارلا هست.